# Sender Frieden und Fortschritt
Der Sender Frieden und Fortschritt (russisch Мир и прогресс/Mir i progress) war ein sowjetischer Radiosender.

## Geschichte und Profil
Die Radiostation entstand 1964 als Auslandssender, für den Betrieb zeichneten diverse gesellschaftliche Organisationen wie der Schriftstellerverband der UdSSR und die sowjetische Journalistenvereinigung verantwortlich. Frieden und Fortschritt bot sein Programm in diversen Sprachen an, darunter auch Hebräisch, Jiddisch und Guaraní. Für den Betrieb in der DDR nutzte man den Sender von Radio Wolga sowie einen eigenen Relaissender in Leipzig.
Frieden und Fortschritt verstand sich selbst als „die Stimme der sowjetischen, öffentlichen Meinung“. Charakteristisch war die offene Kritik an antikommunistischen Tendenzen im Ausland, wobei auch Themen aufgegriffen wurden, die staatliche sowjetische Stellen aus diplomatischen Gründen mieden. Darunter waren Berufsverbote in der Bundesrepublik Deutschland, die Unterdrückung der Kommunistischen Partei des Irak und die Tätigkeiten von Radio Free Europe. Aufgrund seiner Reichweite und des Programms stand der Sender unter Beobachtung des US-amerikanischen Außenministeriums sowie der CIA.
Frieden und Fortschritt stellte im Mai 1991 den Sendebetrieb ein.